# Phare de Punta Imperatore
Le phare de Punta Imperatore (en italien : Faro di Punta Imperatore) est un phare actif situé sur l'île d'Ischia (Îles Phlégréennes) faisant partie du territoire de la commune de Forio d'Ischia (Ville métropolitaine de Naples), dans la région de Campanie en Italie. Il est géré par la Marina Militare de Naples.

## Histoire
Le phare a été construit en 1884 et se trouve sur un haut surplomb à l'extrémité ouest de l'île d'Ischia en baie de Naples. Il a été reconstruit et électrifié en 1916. Il sert de phare de débarquement pour le port de Naples. Il est entièrement automatisé et alimenté par le réseau électrique.

## Description
Le phare  est une tour cylindrique en maçonnerie de 13 m de haut, avec galerie et lanterne, attachée à une maison de gardien de deux étages. Le bâtiment est blanc et le dôme de la lanterne est gris métallique. Il émet, à une hauteur focale de 164 m, deux brefs éclats blancs de 0,2 seconde sur une période de 15 secondes. Sa portée est de 22 milles nautiques (environ 41 km) pour le feu principal et 18 milles nautiques (environ 33 km) pour le feu de veille.
Identifiant : ARLHS : ITA-132 ; EF-2398 - Amirauté : E1598 - NGA : 9328.

## Caractéristiques dufeu maritime
Fréquence : 15 secondes (W-W)
- Lumière : 0,2 seconde
- Obscurité : 3,6 secondes
- Lumière : 0,2 seconde
- Obscurité : 11 secondes

|                   |
| Îles Phlégréennes |

|                  |
| Punta Imperatore |

### Lien connexe
- Liste des phares de l'Italie